# Крістіан Пулишич
Крістіан Пулишич (англ. Christian Mate Pulisic, 18 вересня 1998, Герші, Пенсільванія) — американський футболіст хорватського походження, нападник клубу «Мілан» та національної збірної Сполучених Штатів Америки.
Часто коментатори використовують англізовану вимову (IPA: [pəˈlɪsɪk]), тобто Пулісік, також і хорватську (IPA: [ˈpʊlɪʃɪtʃ]) - Пулишич, в одному з інтерв'ю футболіст підтвердив, що один і другий варіанти для нього прийнятні.

## Клубна кар'єра
Народився 18 вересня 1998 року в місті Герші, Пенсільванія. Вихованець місцевих юнацьких команд та футбольного клубу «Боруссія Дортмунд».

### «Боруссія Дортмунд»
«Боруссія Дортмунд» підписала Крістіана 4 січня 2015 року та відправила його у свою юнацьку команду до 17 років. Влітку 2015 року гравця перевели в команду до 19 років. Його дебют за першу команду «Боруссії» в Бундеслізі відбувся 30 січня 2016 року у матчі проти «Інгольштадту», на 68 хвилині матчі він замінив Адріана Рамоса. У цьому матчі «Боруссія» здобула перемогу з рахунком 2:0.
18 лютого дебютував у Лізі Європи, вийшовши на заміну в другому таймі переможного матчу з «Порту». 21 лютого 2016 року в матчі проти Баєр 04 Крістіан уперше з'явився в стартовому складі «Боруссії», відіграв тайм, а в перерві його замінив Марко Ройс. 17 квітня в 30 турі чемпіонату 2015—16 в матчі проти «Гамбургу» Пулишич забив свій дебютний гол за основну команду «Боруссії» та став наймолодшим іноземцем, що забивав гол у Бундеслізі. А через тиждень, 23 квітня відзначився вдруге в матчі проти «Штутгарта».

### «Челсі»
У січні 2019 Крістіан перейшов до «Челсі» за 64 млн євро, але до літа 2019 на правах оренди дограв за «Боруссію». Також Пулишич став третім найдорожчим придбанням «аристократів» в історії клубу.
11 серпня 2019 Крістіан дебютував у складі «Челсі» в матчі проти «Манчестер Юнайтед»: «аристократи» поступились 0–4. 26 жовтня 2019 американець зробив хет-трик у виїзній грі 4–2 проти «Бернлі». Цей хет-трик став другим футболістів США: першим відзначився Клінт Демпсі за «Фулгем» у 2012 році. Пулишич став також наймолодшим бомбардиром в історії «Челсі». У двох наступних матчах американець відзначився по разу спочатку у виїзній грі проти «Вотфорд» 2–1, а потім у домашній грі проти «Крістал Пелес» 2–0. 27 листопада 2019 Крістіан забив свій перший гол у Лізі чемпіонів у матчі проти «Валенсії», що завершився нічиєю 2–2.
Після відновлення матчів Прем'єр-ліги Крістіан забив переможний гол 2–1 у грі проти «Манчестер Сіті», тим самим дозволивши «Ліверпулю» стати чемпіоном Англії.
29 травня 2021 Крістіан разом із клубом став переможцем Ліги чемпіонів УЄФА у фінальмому матчі «Челсі» переграли «Манчестер Сіті» 2–1.
11 серпня 2021 став володарем Суперкубка УЄФА цього разу лондонці здолали по пенальті іспанський «Вільярреал».
Сезон 2022–23 став останнім у складі «Челсі». Серед команд хто претендував на контракт з американцем були, зокрема «Мілан», «Ліон», «Манчестер Юнайтед» та «Ньюкасл Юнайтед».

### «Мілан»
13 липня 2023 Крістіан підписав чотирирічний контракт із «Міланом»..
21 серпня Пулішич дебютував у Серії А забивши переможній гол 2–0 у матчі проти «Болоньї». 13 грудня він забив свій перший гол у Лізі чемпіонів УЄФА відзначившись проти «Ньюкасл Юнайтед» 2–1.
7 і 14 березня 2024 Пулишич забив в обох матчах проти празької «Славії» в 1/8 фіналу Ліга Європи. 11 травня Крістіан записав до свого активу перший дубль в складі «Мілана» в перемозі 5–1 над «Кальярі».
За підсумками першого сезону в складі «червоно-чорних» Крістіан увійшов до збірної сезону Серії A.
24 серпня 2024 року він забив свій перший гол у Серії А сезону 2024–25 у матчі в якому «червоно-чорні» поступились з рахунком 1–2 «Пармі». 17 вересня в першій грі Ліги чемпіонів УЄФА також візначився голом в програшному матчі 1–3 проти «Ліверпуля». 22 вересня Крістіан забив переможний гол 2–1 в міланському дербі проти «Інтернаціонале».

## Виступи за збірні
2013 року дебютував у складі юнацької збірної США, взяв участь у 44 іграх на юнацькому рівні, відзначившись 22 забитими голами.
2016 року у віці 17 років дебютував в офіційних матчах у складі національної збірної США. Станом на 4 вересня 2019 провів у формі головної команди країни 31 матч, забивши 13 голів.
У складі збірної був учасником розіграшу Кубка Америки 2016 року в Сполучених Штатах.
20 листопада 2018 Пулишич став наймолодшим капітаном збірної США в товариському матчі проти Італії. На момент гри йому було 20 років та 63 дні.
| Дата       | Місто          | Господарі                | Результат  | Гості             | Турнір                                   | Голи | Примітки     |
| ---------- | -------------- | ------------------------ | ---------- | ----------------- | ---------------------------------------- | ---- | ------------ |
| 29-3-2016  | Колумбус       | США                      | 4 – 0      | Гватемала         | Відбір до ЧС 2018                        | -    | 81'          |
| 26-5-2016  | Фриско         | США                      | 1 – 0      | Еквадор           | товариський матч                         | -    | 64'          |
| 29-5-2016  | Канзас-Сіті    | США                      | 4 – 0      | Болівія           | товариський матч                         | 1    | 63'          |
| 3-6-2016   | Санта-Клара    | США                      | 0 – 2      | Колумбія          | Копа Америка 2016 - 1° тур               | -    | 66'          |
| 21-6-2016  | Х'юстон        | США                      | 0 – 4      | Аргентина         | Копа Америка 2016 - півфінал             | -    | 46'          |
| 25-6-2016  | Глендейл       | США                      | 0 – 1      | Колумбія          | Копа Америка 2016 - гра за третє місце   | -    | 74'          |
| 2-9-2016   | Кінгстаун      | Сент-Вінсент і Гренадини | 0 – 6      | США               | Відбір до ЧС 2018                        | 2    | 67'          |
| 6-9-2016   | Джексонвілл    | США                      | 4 – 0      | Тринідад і Тобаго | Відбір до ЧС 2018                        | -    |              |
| 7-10-2016  | Гавана         | Куба                     | 0 – 2      | США               | товариський матч                         | -    | 45'          |
| 11-11-2016 | Колумбус       | США                      | 1 – 2      | Мексика           | Відбір до ЧС 2018                        | -    |              |
| 15-11-2016 | Сан-Хосе       | Коста-Рика               | 4 – 0      | США               | Відбір до ЧС 2018                        | -    | 69'          |
| 24-3-2017  | Сан-Хосе       | США                      | 6 – 0      | Гондурас          | Відбір до ЧС 2018                        | 1    |              |
| 28-3-2017  | Панама         | Панама                   | 1 – 1      | США               | Відбір до ЧС 2018                        | -    |              |
| 3-6-2017   | Санді          | США                      | 1 – 1      | Венесуела         | товариський матч                         | 1    |              |
| 8-6-2017   | Коммерс Сіті   | США                      | 2 – 0      | Тринідад і Тобаго | Відбір до ЧС 2018                        | 2    |              |
| 11-6-2017  | Мехіко         | Мексика                  | 1 – 1      | США               | Відбір до ЧС 2018                        | -    | 92'          |
| 1-9-2017   | Гаррісон       | США                      | 0 – 2      | Коста-Рика        | Відбір до ЧС 2018                        | -    | 87'          |
| 5-9-2017   | Сан-Педро-Сула | Гондурас                 | 1 – 1      | США               | Відбір до ЧС 2018                        | -    |              |
| 6-10-2017  | Орландо        | США                      | 4 – 0      | Панама            | Відбір до ЧС 2018                        | 1    | 57'          |
| 10-10-2017 | Коїва          | Тринідад і Тобаго        | 2 – 1      | США               | Відбір до ЧС 2018                        | 1    |              |
| 29-05-2018 | Філадельфія    | США                      | 3 – 0      | Болівія           | товариський матч                         | -    | 89'          |
| 15-11-2018 | Лондон         | Англія                   | 3 – 0      | США               | товариський матч                         | -    |              |
| 20-11-2018 | Генк           | Італія                   | 1 – 0      | США               | товариський матч                         | -    | кап. 83'     |
| 22-3-2019  | Орландо        | США                      | 1 – 0      | Еквадор           | товариський матч                         | -    | 62'          |
| 27-3-2019  | Г'юстон        | США                      | 1 – 1      | Чилі              | товариський матч                         | 1    | 36'          |
| 19-6-2019  | Сент-Пол       | США                      | 4 – 0      | Гаяна             | Кубок КОНКАКАФ 2019 - 1-й етап           | -    | 62'          |
| 23-6-2019  | Клівленд       | США                      | 6 – 0      | Тринідад і Тобаго | Кубок КОНКАКАФ 2019 - 1-й етап           | 1    |              |
| 26-6-2019  | Канзас-Сіті    | Панама                   | 0 – 1      | США               | Кубок КОНКАКАФ 2019 - 1-й етап           | -    | 65'          |
| 30-6-2019  | Філадельфія    | США                      | 1 – 0      | Кюрасао           | Кубок КОНКАКАФ 2019 - чвертьфінал        | -    |              |
| 3-7-2019   | Нашвілл        | Ямайка                   | 1 – 3      | США               | Кубок КОНКАКАФ 2019 - півфінал           | 2    |              |
| 7-7-2019   | Чикаго         | Мексика                  | 1 – 0      | США               | Кубок КОНКАКАФ 2019 - фінал              | -    |              |
| 6-9-2019   | Іст-Ратерфорд  | США                      | 0 – 3      | Мексика           | товариський матч                         | -    |              |
| 12-10-2019 | Вашингтон      | США                      | 7 – 0      | Куба              | Ліга націй КОНКАКАФ 2019—2020 - 2º етап  | 1    | кап. 68'     |
| 15-10-2019 | Торонто        | Канада                   | 2 – 0      | США               | Ліга націй КОНКАКАФ 2019—2020 - 2º етап  | -    | 60'          |
| 25-3-2021  | Вінер-Нойштадт | США                      | 4 – 1      | Ямайка            | товариський матч                         | -    | кап. 46'     |
| 28-3-2021  | Белфаст        | Північна Ірландія        | 1 – 2      | США               | товариський матч                         | 1    | кап.         |
| 4-6-2021   | Денвер         | Гондурас                 | 0 – 1      | США               | Ліга націй КОНКАКАФ 2019—2020 - Півфінал | -    | кап. 90+4'   |
| 7-6-2021   | Денвер         | США                      | 3 – 2 д.ч. | Мексика           | Ліга націй КОНКАКАФ 2019—2020 - Фінал    | 1    | кап. 115'    |
| 5-9-2021   | Нашвілл        | США                      | 1 – 1      | Канада            | Відбір до ЧС 2022                        | -    | кап.         |
| 8-9-2021   | Сан-Педро-Сула | Гондурас                 | 1 – 4      | США               | Відбір до ЧС 2022                        | -    | кап. 62'     |
| 12-11-2021 | Цинциннаті     | США                      | 2 – 0      | Мексика           | Відбір до ЧС 2022                        | 1    | 69'          |
| 16-11-2021 | Кінгстон       | Ямайка                   | 1 – 1      | США               | Відбір до ЧС 2022                        | -    | 66'          |
| 27-1-2022  | Колумбус       | США                      | 1 – 0      | Сальвадор         | Відбір до ЧС 2022                        | -    | кап. 65'     |
| 30-1-2022  | Гамільтон      | Канада                   | 2 – 0      | США               | Відбір до ЧС 2022                        | -    |              |
| 2-2-2022   | Сент-Пол       | США                      | 3 – 0      | Гондурас          | Відбір до ЧС 2022                        | 1    | 64'          |
| 24-3-2022  | Мехіко         | Мексика                  | 0 – 0      | США               | Відбір до ЧС 2022                        | -    | 84'          |
| 27-3-2022  | Орландо        | США                      | 5 – 1      | Панама            | Відбір до ЧС 2022                        | 3    | кап. 69' 71' |
| 30-3-2022  | Сан-Хосе       | Коста-Рика               | 2 – 0      | США               | Відбір до ЧС 2022                        | -    | 84'          |
| 2-6-2022   | Цинциннаті     | США                      | 3 – 0      | Марокко           | товариський матч                         | -    | кап. 65'     |
| 5-6-2022   | Канзас-Сіті    | США                      | 0 – 0      | Уругвай           | товариський матч                         | -    | кап.         |
| 14-6-2022  | Сан-Сальвадор  | Сальвадор                | 1 – 1      | США               | Ліга націй КОНКАКАФ 2022—2023 - 1º тур   | -    | кап.         |
| 27-9-2022  | Ер-Ріяд        | Саудівська Аравія        | 0 – 0      | США               | товариський матч                         | -    | кап. 76'     |
| 21-11-2022 | Ер-Раян        | США                      | 1 – 1      | Уельс             | ЧС 2022 - 1º тур                         | -    |              |
| 25-11-2022 | Ель-Хаур       | Англія                   | 0 – 0      | США               | ЧС 2022 - 1º тур                         | -    |              |
| 29-11-2022 | Доха           | Іран                     | 0 – 1      | США               | ЧС 2022 - 1º тур                         | 1    | 46'          |
| 3-12-2022  | Ер-Раян        | Нідерланди               | 3 – 1      | США               | ЧС 2022 - Чвертьфінал                    | -    |              |
| 24-3-2023  | Сент-Джорджес  | Гренада                  | 1 – 7      | США               | Ліга націй КОНКАКАФ 2022—2023 - 1º тур   | 1    | кап. 64'     |
| 27-3-2023  | Орландо        | США                      | 1 – 0      | Сальвадор         | Ліга націй КОНКАКАФ 2022—2023 - 1º тур   | -    | кап.         |
| 16-6-2023  | Парадайз       | США                      | 3 – 0      | Мексика           | Ліга націй КОНКАКАФ 2022—2023 - Півфінал | 2    | кап. 89'     |
| Усього     |                | Матчів                   | 59         |                   | Голів                                    | 25   |              |

## Титули та досягнення
- Володар Кубка Німеччини (1):

«Боруссія» (Дортмунд): 2016–17
- Переможець Ліги чемпіонів УЄФА (1):

«Челсі»: 2020–21
- Переможець Суперкубка УЄФА (1):

«Челсі»: 2021
- Переможець Клубного чемпіонату світу (1):

«Челсі»: 2021
- Володар Суперкубка Італії (1):

«Мілан»: 2024
Збірні
- Срібний призер Золотого кубка КОНКАКАФ: 2019
- Переможець Ліги націй КОНКАКАФ: 2021, 2023